# Dainichi-ji (Tokushima)
Pour les articles homonymes, voir Dainichi-ji.
Le temple Dainichi-ji est le 13e temple du pèlerinage de Shikoku, ville de Tokushima, préfecture de Tokushima, sur l'île de Shikoku, au Japon. 
On y accède, depuis le temple 12 Shosan-ji après une journée de marche en montagne. Dainichi-ji est situé au pied de la montagne.
En 2015, le Dainichi-ji est désigné Japan Heritage avec les 87 autres temples du pèlerinage de Shikoku.